# マヤリノ＝ビドラク条約
マヤリノ＝ビドラク条約（西: Tratado Mallarino-Bidlack、英: Mallarino-Bidlack Treaty）は、1846年12月12日にヌエバ・グラナダ共和国（コロンビア）とアメリカ合衆国との間で調印された条約。
アメリカ合衆国がイギリスなどのヨーロッパ勢力に対抗しつつ西部開拓に向けての輸送ルートを確保するため、ヌエバ・グラナダ共和国（コロンビア）から現在のパナマ共和国地帯パナマ地峡でのアメリカ合衆国の通行権と通商の承認を受ける条約として調印された。これは後にパナマ地峡鉄道とパナマ運河の建設に一役を買ったが、ヌエバ・グラナダ共和国（コロンビア）からのパナマ共和国分離独立につながる一因ともなった。

## 歴史

### 時代背景
1492年、クリストファー・コロンブスがアメリカ大陸を発見し、ヨーロッパが更に西への航路を模索するなか1513年、探検家バスコ・ヌーニェス・デ・バルボアが太平洋を発見。それに伴いパナマ地峡での鉄道と運河建設の機運が高まった。1588年7月、スペインの無敵艦隊がイギリスに敗れカリブ海域でのスペインの制海権が失われると代わってイギリスがこの海域で勢力を拡大。その後もヨーロッパの植民地争いの場と化していたアメリカ大陸は1775年のアメリカ独立戦争を経て、1823年にアメリカ大統領ジェームズ・モンローの外交原則モンロー主義によりアメリカ大陸でのヨーロッパの影響力の排除に成功した。
またこの時アメリカ合衆国は西部開拓時代を迎え安全に西へ物資を輸送できる輸送ルートを確保するため、当時パナマの地を統治していたヌエバ・グラナダ共和国（コロンビア）との交渉を開始し、条約締結に向けて動き出した。

### マヤリノ＝ビドラク条約下のパナマ地峡
1846年12月12日、調印されたマヤリノ＝ビドラク条約はヌエバ・グラナダ共和国（コロンビア）がアメリカに対して公式に平和条約と友交を確認し、航海と貿易に関する権利を与えると同時に相互扶助の協定を意味していた。その上この条約はパナマ地峡を越える重要な通行権をアメリカに許可し、暴動とヌエバ・グラナダ共和国（コロンビア）からの独立抵抗運動の運動家達を武力で鎮圧する許可でもあった。その結果マヤリノ＝ビドラク条約下でアメリカは文官、小作農、ゲリラもしくは自由主義政党独立運動に対しパナマ地峡で軍事的に何度も介入することになった。

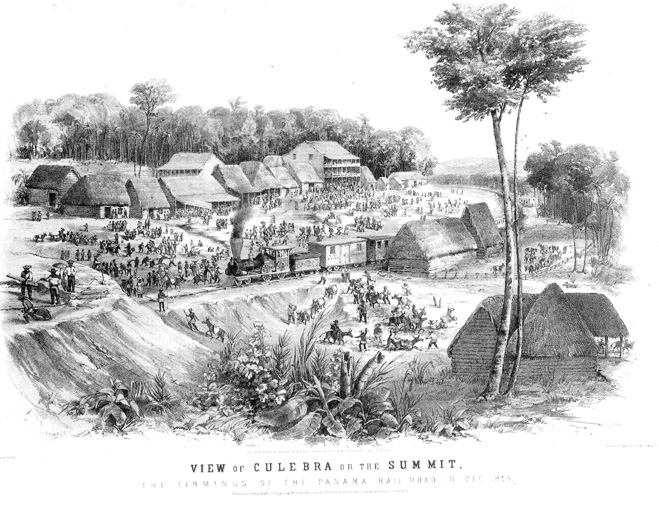
パナマ地峡鉄道

1848年、アメリカ合衆国はカリフォルニアゴールドラッシュが始まると、民間資本でパナマ地峡の鉄道建設が可能になりパナマ地峡では地峡を横切るパナマ地峡鉄道の建設を開始し、その間にも再びヨーロッパからの干渉は続いたが、1850年にイギリスとのクレイトン・ブルワー条約により合意。アメリカ合衆国主導のパナマ地峡鉄道工事が始められ7年を費やして完成させた。

### パナマ運河と独立
1861年に勃発したアメリカ南北戦争は1865年に終結するとパナマ運河建設計画の機運が再び盛り上がりアメリカ議会はフランスの会社からパナマ運河の工事権と資産を買い入れるための行動を開始した。紆余曲折を経た1903年、アメリカ国務長官ジョン・ヘイと駐在コロンビア代理公使トマス・エランによる運河引継ぎに関する条約ヘイ・エラン条約が批准されることになった。ところが直前にコロンビア議会がこれを否決してしまった。これは莫大な運河の権利譲渡金を巡りフランスの会社とコロンビア政府との間で対立が起きていたためだが、この時コロンビア共和国の一部であったパナマ地峡はこの否決後、アメリカがパナマ独立運動家マヌエル・アマドール、フィリップ・ビュノー・バリーヤを支援し同年10月、無血革命によりパナマ共和国として独立を果たした。最終的に、マヤリノ＝ビドラク条約はアメリカ合衆国が政治的、経済的にパナマ地峡に影響を及ぼす合法的な抜け穴を与えることになっていた。
同年11月18日、パナマ独立運動家フィリップ・ビュノー・バリーヤはアメリカ合衆国とパナマ運河条約を調印。しかしながらアメリカは運河構築のためのパナマ地峡の一片の通行権獲得に失敗したため、以後のコロンビア共和国からのパナマ分離姿勢を一変させた。

## 参考書籍
- パナマを知るための55章（国本伊代、小林志郎、小澤卓也著、明石書店、2004年8/31）
- パナマ地峡秘史（デイヴィッド・ハワース著、塩野崎宏訳、リブロポート、1994年3/30）